# Kogonada
Kogonada é um cineasta e roteirista sul-coreano. Conhecido principalmente por seu filme de estreia, Columbus, lançado em 2017, trabalhou por muito tempo na produção de vídeos de ensaio sobre diretores de cinema notáveis, como Wes Anderson, Yasujirō Ozu e Stanley Kubrick.